# Кайрос

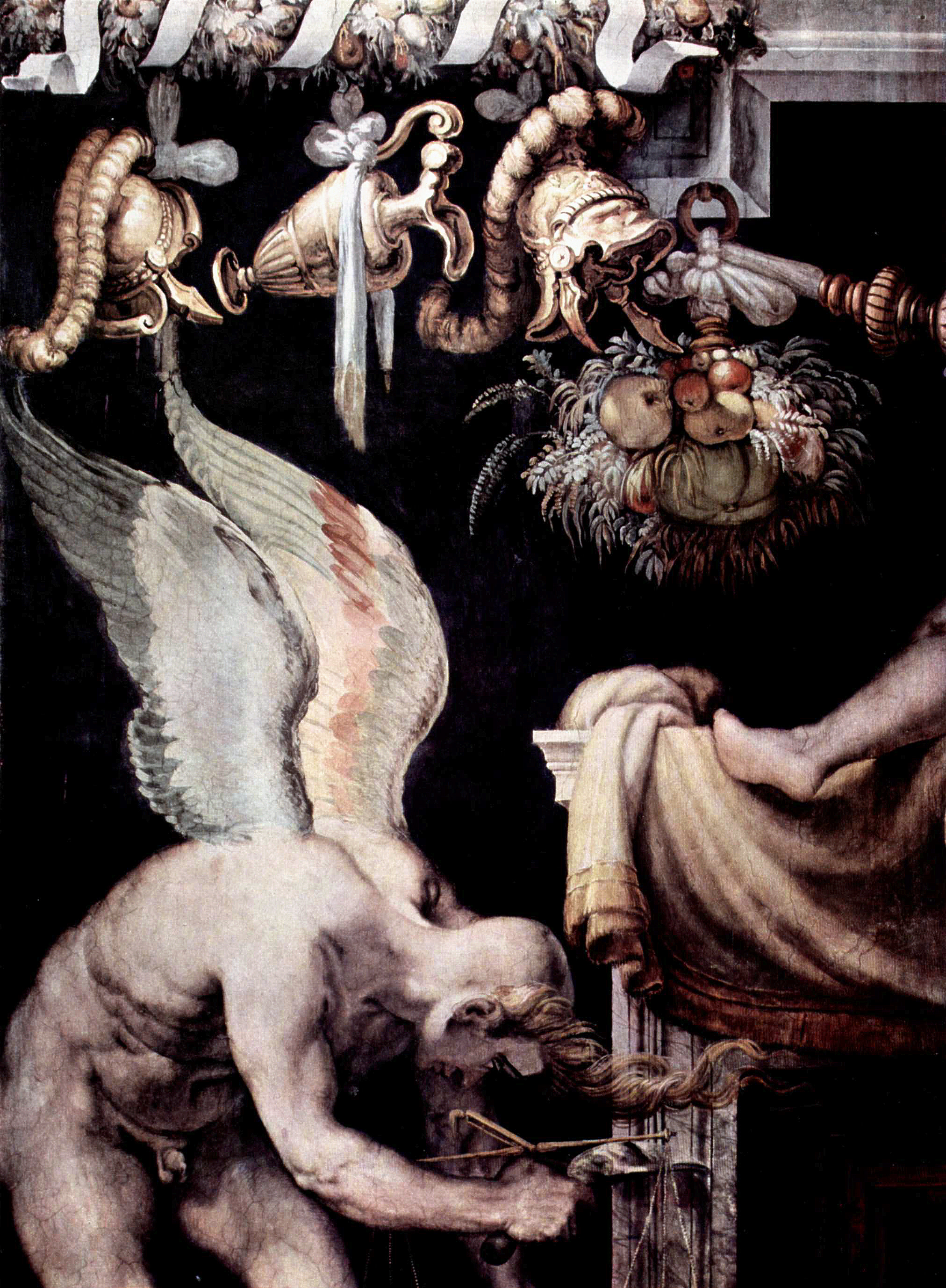
Кайрос

Кайрос (грец. Καιρός) — давньогрецький бог часу, миті зміни, шансу. Наймолодший безсмертний син Зевса. Часто розумівся як бог щасливої миті, в Римі ототожнювався з Фортуною.

## Поняття хроносу і кайросу
В стародавніх греків було два слова для позначення часу: хронос — стосується послідовності подій, часу минулого, в якому все зникає (має кількісний характер); кайрос — стосується нового часу, який оновлює всі речі, це невловима мить, яка завжди настає неочікувано, і тому нею дуже складно скористатися (має якісний характер).
Кайрос — це час нинішнього, який існує «зараз». Бог Кайрос звертав увагу людини на ту благополучну мить, коли необхідно діяти, щоб досягти успіху.

## Культ Кайроса
Кайрос як бог був дуже шанованим у стародавніх греків. Зображався оголеним та крилатим, з пасмом волосся на голові — тільки за нього і можна вхопити прудкого Кайроса, вловити шанс. В руках він зазвичай тримав терези, що символізують справедливість долі, яка посилає удачу тим, хто її заслужив.
При цьому Кайроса зображали мало, але він мав окремий жертовник на Олімпійських іграх перед входом на стадіон. З творів Каллістрата відомо про існування бронзової статуї Кайроса, створеної в IV столітті до н. е. грецьким скульптором Лісіппом, яка вважалася його найкращим твором. В цьому зображенні Кайрос мав крила на ногах і стояв на кулі, що підкреслювало хиткість щасливого моменту.